# Pénélope à queue barrée
Penelope argyrotis
Espèce
Statut de conservation UICN

 LC  : Préoccupation mineure
La Pénélope à queue barrée (Penelope argyrotis) est une espèce d'oiseaux de la famille des Cracidae.

## Répartition
On la trouve en Colombie et au Venezuela.

## Liste des sous-espèces
Selon la classification de référence du Congrès ornithologique international (version 15.1, 2025) :
- Penelope argyrotis colombiana Todd, 1912 — Sierra Nevada de Santa Marta ;
- Penelope argyrotis albicauda Phelps, WH & Gilliard, 1940 — Serranía de Perijá ;
- Penelope argyrotis argyrotis (Bonaparte, 1856) — nord-est de la Colombie, nord et sud-ouest du Venezuela.

## Habitat
Elle vit dans les forêts humides de montagne subtropicales et tropicales et les forêts primaires fortement dégradées.